# Font de l'Obaga del Grau
La Font de l'Obaga del Grau és una font del poble de Serradell, de l'antic terme de Toralla i Serradell, pertanyent a l'actual municipi de Conca de Dalt, al Pallars Jussà.
Està situada a 1.205 m d'altitud al fons de la vall del barranc afluent del barranc del Grau que davalla de l'Obaga del Grau. És al sud-oest de les Campanetes, al sud-est del Tallat dels Bassons i al sud del Tossal de Perestau.